# Cuckfield
Cuckfield est un village et une paroisse civile du Sussex de l'Ouest en Angleterre, à 55 km au sud de Londres.
La population était de 3 266 habitants en 2001.
À proximité se trouve la formation géologique des Wadhurst Clay (en) où ont été trouvés de nombreux fossiles.

## Toponymie
Cuckfield est un nom d'origine vieil-anglaise. Il fait probablement référence à un terrain inoccupé (feld) où vivent des coucous (*cucu). Il est attesté pour la première fois sous les formes Kukefeld et Kukufeld vers 1095.

## Culture
La famille des banquiers Bevan s'y installe au milieu du XIXe siècle. Les artistes Robert Bevan et Stanisława de Karłowska y vécurent, leur fils, R. A. Bevan y est né. Stanisława de Karłowska y est enterrée.